# Uchidiha
Uchidiha (en népalais : उचिडिह) est un comité de développement villageois du Népal situé dans le district de Bara. Au recensement de 2011, il comptait 4 954 habitants.